# مدونة مجهولة
المدونة المجهولة (بالإنجليزية: Anonymous blog)‏ هي مدونة لا يوجد لديها أي مؤلف أو مساهم معروف. يمكن للمدونين المجهولين تحقيق التشخيص عن طريق استخدام اسم مستعار بسيط، أو من خلال تقنيات أكثر تطوراً مثل التوجيه المشفر بالطبقات، والتلاعب بتواريخ النشر، أو النشر فقط من أجهزة الكمبيوتر المتاحة للجمهور. تتضمن دوافع النشر بشكل مجهول الرغبة في الحفاظ على الخصوصية أو الخوف من الانتقام من قبل صاحب العمل (على سبيل المثال، في حالات الإفشاء) أو الحكومة (في الدول التي تراقب أو تراقب الاتصالات الإلكترونية عبر الإنترنت) أو مجموعة أخرى.

## أنواع
تمامًا كما يمكن أن تكون المدونة حول أي موضوع، يمكن أيضًا أن تكون المدونة المجهولة كذلك. تندرج معظمها في الفئات الرئيسية التالية:
- سياسية: تعليق حول الوضع السياسي داخل البلد، حيث يمكن أن يعرض الكشف عن الهوية للمحاكمة.[2] يمكن أن يضيف المدونون المجهولون قوة إلى النقاش السياسي، مثلما حدث في عام 2008 عندما نجح المدون إدوونكيتي، التي تبين لاحقًا أنها طالبة دراسات عليا في علم الاجتماع في جامعة كولومبيا، في استجواب انتزاع عمدة نيويورك مايكل بلومبرج لمدارس نيويورك.[3]
- ثوري ومضاد للثورة: يمكن أن يكون هذا النوع من المدونات إما نشاطاً ملهماً أو نشاطًا معاكسًا، غالبًا ما يتعلق بمواجهة آليات دولة عنيفة. على سبيل المثال، كتب سلام باكس، مدون بغداد، في صحيفة غارديان تحت اسم مستعار يمكن أن يكشفه فقط عندما يتوقف حكم صدام حسين في العراق. ظهر مدونون مماثلون خلال الربيع العربي.[4]
- المعارضة: يمكن للمدونات المعارضة توثيق الحياة تحت نظام قمعي أو سري، دون تشجيع أو إلهام الحركة الثورية أو المضادة للثورة. وقد وصفت عين الموصل، التي وصفت الحياة تحت الاحتلال الداعشي في الموصل في العراق، بأنها واحدة من القلائل المصادر الموثوقة للمعلومات عن الحياة داخل المدينة منذ بدء الاحتلال في يونيو 2014.[5]
- الدينية: وجهات النظر والتعليقات حول وجهات النظر والقضايا الدينية، وربما يتساءلون عن بعض الوجهات المكتوبة.[6]
- الإفشاء: مدونة الإفشاء هي تحول حديث لموضوع "مدبر الداخل يكشف عن الأعمال الغير قانونية". يمكن أن يغطي ذلك جميع القطاعات أو القضايا. من بين الأكثر بروزاً هو رئيس قسم الشؤون الدولية في الصليب الأحمر الإيرلندي نويل واردك، الذي أشار إلى أن 162,000 يورو من التبرعات لزلزال وتسونامي المحيط الهندي عام 2004 كانت قد جمدت في حساب لأكثر من ثلاث سنوات. وبعد إنفاق أكثر من 140,000 يورو على المحققين الخاصين والنفقات القانونية للعثور على المُفضي إلى الإفشاء، بما في ذلك أوامر قضائية للحصول على هوية واردك من شركة UPC وشركة جوجل، عاقب الصليب الأحمر الإيرلندي وأقال واردك في وقت لاحق. وفي عام 2010، وجدت لجنة تحقيق داخلية في مزاعم واردك حسابات مصرفية أخرى من هذا النوع، وتم مناقشة مقترحات لإصلاح إدارة الصليب الأحمر الإيرلندي في الدويلة في 15 ديسمبر. وقد أجاب توني كيلين، وزير الدفاع حينذاك، على الأسئلة. وفيما بعد، رفع واردك دعوى قضائية ناجحة ضد الصليب الأحمر الإيرلندي بتهمة الفصل غير العادل.[7]
- الموظف الداخلي للشركة: هو موظف أو شخص داخل الشركة يقوم بالإفصاح عن عمليات الشركة والقضايا الداخلية من داخل المنظمة.
- الشخصية: تتجاوز المدونة الشخصية إلى الحياة الشخصية بطرق تسمح بالمزيد من المخاطرة والافتتاحية في الأسلوب والتفاصيل. ولذلك، تتميز العديد من هذه المدونات بطبيعتها الجنسية، على الرغم من وجود العديد منها لأولئك الذين يعانون من مشاكل صحية وإعاقات وكيفية رؤيتهم للعالم ومواجهة تحدياته. ويعتبر بعض أحدث المدونات الشخصية من قبل الكثيرين على أنها علاج جماعي ممتد، يغطي قضايا بما في ذلك فقدان الوزن.[8]

في الآونة الأخيرة، انتقلت المدونات المجهولة إلى أسلوب أكثر عدوانية ونشاطًا، حيث استخدمت مجموعات منظمة إجرامية مثل المافيا المدونات المجهولة ضد العمد والإداريين المحليين في إيطاليا.